# Maechidius geminus
Maechidius geminus är en skalbaggsart som beskrevs av Britton 1957. Maechidius geminus ingår i släktet Maechidius och familjen Melolonthidae. Inga underarter finns listade i Catalogue of Life.